# Леладзе, Дементий Евстатиевич
Дементий Евстатиевич Леладзе (1901 год, Шорапанский уезд, Кутаисская губерния, Российская империя — неизвестно, Зестафонский район, Грузинская ССР) — звеньевой Аргветского виноградарского совхоза Грузинского шампанкомбината Министерства пищевой промышленности СССР, Зестафонский район, Грузинская ССР. Герой Социалистического Труда (1949).

## Биография
Родился в 1901 году в крестьянской семье в одном из сельских населённых Шорапанского уезда. После окончания местной школы трудился в личном хозяйстве. Во время коллективизации вступил в местный колхоз, где трудился до призыва в Красную Армию по мобилизации в 1942 году. Участвовал в Великой Отечественной войне. Воевал в составе команды по сбору трофеев 226-го стрелкового полка 63-й стрелковой дивизии 21-й Армии. После демобилизации возвратился в Грузию и стал трудиться звеньевым в виноградарском совхозе Грузинского комбината виноградных вин в селе Аргвета Знсатфонского района.
В 1948 году звено под его руководством собрало в среднем с каждого гектара по 136,3 центнеров винограда на участке площадью 4,4 гектара. Указом Президиума Верховного Совета СССР от 5 октября 1949 года удостоен звания Героя Социалистического Труда за «получение высоких урожаев винограда в 1948 году» с вручением ордена Ленина и золотой медали «Серп и Молот» (№ 4772).
Этим же Указом званием Героя Социалистического Труда были награждены труженики Арагветского совхоза Грузинского шампанкомбината бригадир Николай Калистратович Катамадзе и звеньевой Отар Владимирович Буцхрикидзе.
За выдающиеся трудовые достижения по итогам Семилетки (1959—1966) и по итогам 1977 года был награждён Орденом «Знак Почёта» (1966) и Орденом Трудовой Славы III степени (1978).
После выхода на пенсию проживал в Зестафонском районе. С 1968 года — персональный пенсионер союзного значения. Дата его смерти не установлена.
Награды
- Герой Социалистического Труда
- Орден Ленина
- Орден «Знак Почёта» (02.04.1966)
- Орден Трудовой Славы 3 степени (22.02.1978)
- Медаль «За боевые заслуги» (22.10.1942)